# Clario Tech
Clario Tech — це компанія, що створює застосунки з використанням штучного інтелекту для підвищення цифрової безпеки персональних електронних пристроїв користувачів, збільшення продуктивності та вирішення різних задач.
Заснована у 2019 році з метою спростити складну сферу кібербезпеки, сьогодні Clario розширила своє бачення, щоб вирішувати ширший спектр цифрових проблем користувачів. Компанія розробляє зручні, візуально привабливі та ефективні застосунки для iOS та Android.
В Clario Tech працює до 250 співробітників в різних регіонах світу. У 2019 році компанія оголосила, що інвестує 30 мільйонів доларів протягом 2020 року для розробки своїх продуктів кібербезпеки і зробить їх доступними для всіх.
Сьогодні Clario впроваджує інноваційні AI-технології, щоб створювати розумні та прості у використанні застосунки для щоденних потреб людей. 

## Продукти

### Clario
Продукт Clario було офіційно представлено на міжнародній виставці Consumer Electronics Show у січні 2020 року в Лас-Вегасі. Компанія Clario оголосила, що її метою є запропонувати новий продукт комп'ютерної безпеки, що вирізнятиметься зручною панеллю інструментів та інтеграцією технологій кібербезпеки з цілодобовою службою підтримки користувачів.
Антивірусна програма Clario отримала відгуки від різних видань, включаючи Evening Standard, який назвав її «Uber кібербезпеки».
У відповідь на пандемію COVID-19 компанія Clario запустила цілодобову гарячу лінію технічної підтримки, до якої кожен міг зателефонувати, якщо у нього виникли проблеми з технологіями під час локдауну. Понад 600 фахівців компанії були готові реагувати на будь-які звернення щодо технічних проблем.
Антивірус Clario отримав сертифікат AV-TEST у грудні 2020 року та був включений до списку почесних згадувань в номінації «Інструмент, орієнтований на конфіденційність» Product Hunt в 2020 році.

### MacKeeper
MacKeeper — це програма для macOS, що поєднує в собі кілька утиліт з кібербезпеки, захисту приватності та оптимізації роботи комп'ютера — зокрема антивірус, антитрекер, блокування реклами, VPN, пошук однакових файлів тощо. Clario Tech стала власником програмного забезпечення MacKeeper в 2019 році з метою прискорення трансформації MacKeeper.

### Clario Anti Spy
Clario Anti Spy - це мобільний застосунок, який допомагає захистити телефон від стеження, шпигунських програм та стороннього доступу. Він може виявляти підозрілу активність, наприклад, приховані програми-шпигуни, дивну поведінку телефона або підключення інших пристроїв до месенджерів. Додаток також дає прості поради з безпеки та інструменти, які допоможуть вам краще контролювати свою приватність. Clario Anti Spy доступний для iOS та Android. 

## Дослідження з кібербезпеки
Компанія Clario Tech провела ряд досліджень стосовно тенденцій кібербезпеки в 2020 та 2021 роках за наступними темами: «Яка компанія використовує більшу частину ваших персональних даних?», «Стан кіберзлочинності в США та Великій Британії», «Гарячі точки кіберзлочинності».

## Clario Tech сьогодні
Станом на 2024 рік компанія Clario Tech розширила сферу своєї діяльності. Окрім застосунків для кібербезпеки, вона займається розробкою мобільних застосунків на основі штучного інтелекту, що орієнтовані на вирішення щоденних потреб користувачів. Продукти компанії вирізняються простим інтерфейсом, сучасним дизайном і функціональністю. Застосунки Clario Tech доступні для пристроїв на платформах iOS та Android. 